# 卡尔·马克思的革命理论
《卡尔·马克思的革命理论》（英語：Karl Marx's Theory of Revolution）是哈爾·卓普（Hal Draper）关于卡尔·马克思的5卷书。
经济学家罗伯特·海尔布鲁诺（Robert Heilbroner）赞《马克思的革命理论》，称其为一部“极具鼓舞力的作品，以一种新颖、开放的方式写出，在马克思主义文学的混乱之后，这本书是一种值得赞许的慰藉”。政治学家戴维·麦克莱伦（David McLellan）将其描述为一个极其详尽的讨论，其主旨是表明马克思具有一贯的正确性。

### 脚注
1. ↑  Flint 1990.
2. ↑  McLellan 1995. p. 441.

### 文献
- McLellan, David. . London: Papermac. 1995. ISBN 0-333-63947-2.
- Flint, Peter L. .   [2013-10-11]. （原始内容存档于2018-09-05）.